# Willem Roelofs
Willem Roelofs (Amsterdam, 10 maart 1822 - Berchem, 12 mei 1897) was een Nederlands kunstschilder, aquarellist, etser en lithograaf; het landschap was zijn onderwerp.

## Leven en werk
Naast een opleiding aan de Haagse Academie van 1839 tot 1840, was Roelofs ook leerling van Hendrikus van de Sande Bakhuyzen.
Roelofs was een van de voorlopers van de vernieuwing in de Nederlandse schilderkunst; vanuit het romantische classicisme uit het begin van de 19e eeuw ontwikkelde hij zich naar het impressionisme van de Haagse School. Hij was niet slechts schilder, maar tekende ook en maakte aquarellen, etsen en lithografieën.

## Pulchri Studio
In 1847 was hij betrokken bij de oprichting van het Haagse kunstenaarsgenootschap Pulchri Studio, ten huize van Jan Hardenberg, samen met Johan Hendrik Weissenbruch, Jan Weissenbruch, Jan Frederik van Deventer, Willem Antonie van Deventer, Jacob Jan van der Maaten, F.H. Michaël, B.J. van Hove en Johannes Bosboom.

## Leerlingen

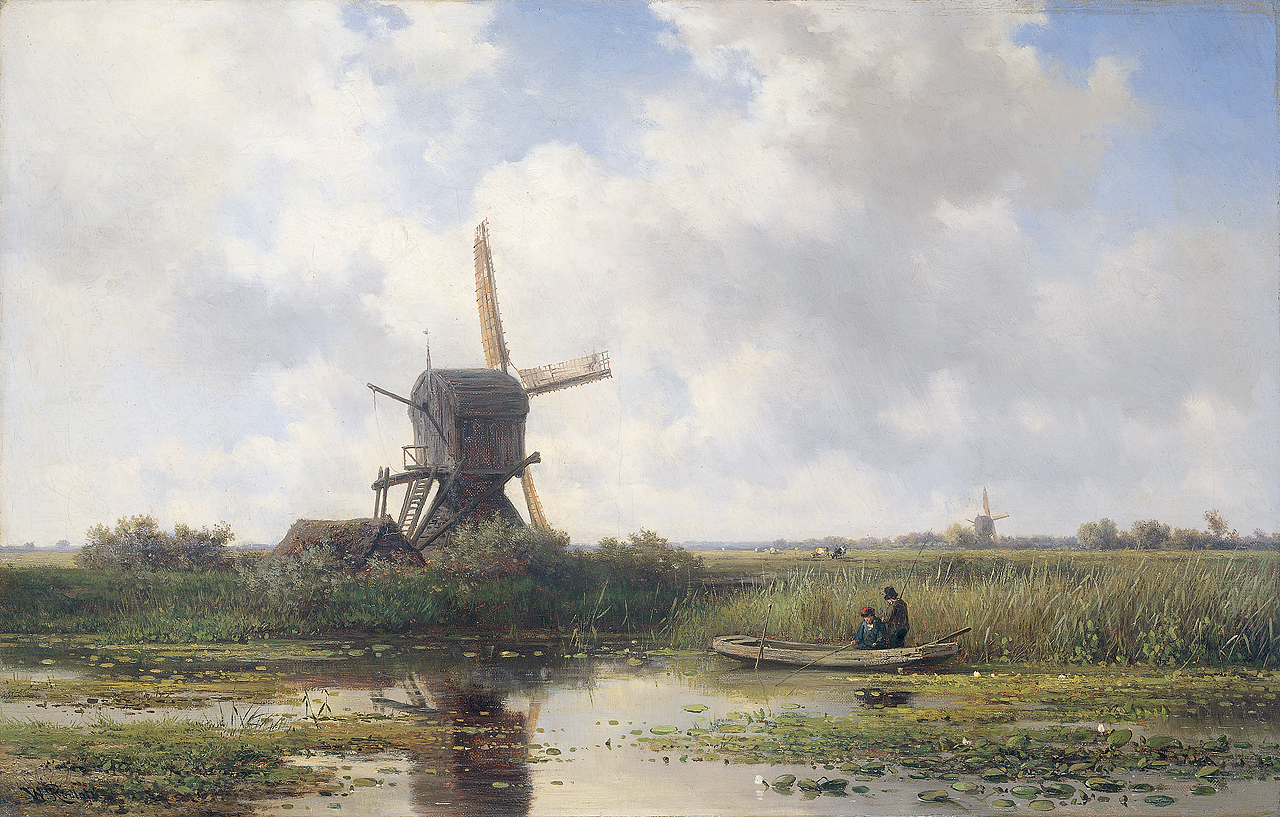
In 't Gein bij Abcoude, (ca. 1855-1860), Rijksmuseum Amsterdam

In 1847 verliet hij vrij plotseling Den Haag en ging te Brussel wonen; hij bleef er tot in 1887. Van 1866 tot 1869 leidde hij daar Hendrik Willem Mesdag op, die zou uitgroeien tot een der grootmeesters van de Haagse School. Andere leerlingen waren Paul Joseph Constantin Gabriël, Jan Theodoor Kruseman, Alexander Mollinger en Frans Smissaert.

## Barbizon
In 1851 verloor hij zijn hart aan Barbizon. Hij keerde er terug in 1852 en 1855. Te Brussel hielp hij mee bij de stichting van de Société Royale Belge des Aquarellistes in 1856.
Vooral zijn vroege landschappen, met hoge wolkenluchten, stemmige waterpartijen en bevolkt met vee, zijn typerend voor de School van Barbizon. Onmiskenbaar bracht hij zijn geestdrift voor deze natuurschilders over op de latere Haagse School.

## Entomologie
Naast de schilderkunst hield Roelofs zich ook bezig met entomologie, waarbij hij zich specialiseerde in snuitkevers. Hij publiceerde hierover in wetenschappelijke tijdschriften en determineerde deze voor het Natuurhistorisch Museum in Leiden (opgegaan in het huidige Naturalis). In 1855 richtte hij de Belgische Vereniging voor Entomologie op, waarvan hij in 1878 voorzitter werd.

## Overzichtstentoonstelling
In 2006 en 2007 werd na lange tijd weer een overzichtstentoonstelling van het werk van Roelofs gehouden onder de titel De adem der natuur, eerst in Museum Jan Cunen in Oss (26 november 2006-25 februari 2007) en daarna in de Kunsthal Rotterdam (17 maart-13 mei 2007). Bij de tentoonstelling verscheen een monografie met catalogus.

## Galerij van werken

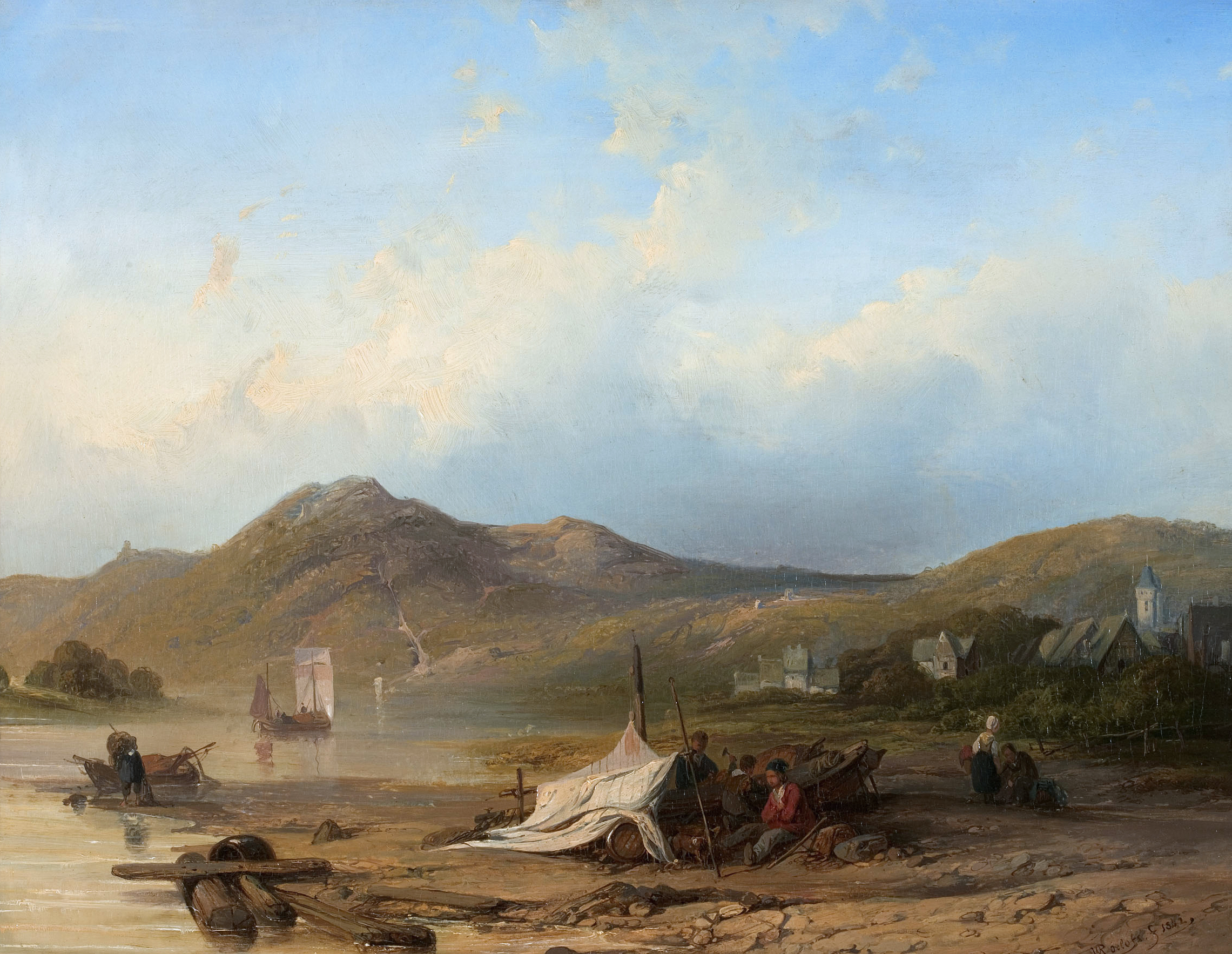
Gezicht op de Rijn in Duitsland (1842), olieverf op paneel, Kunstmuseum Den Haag
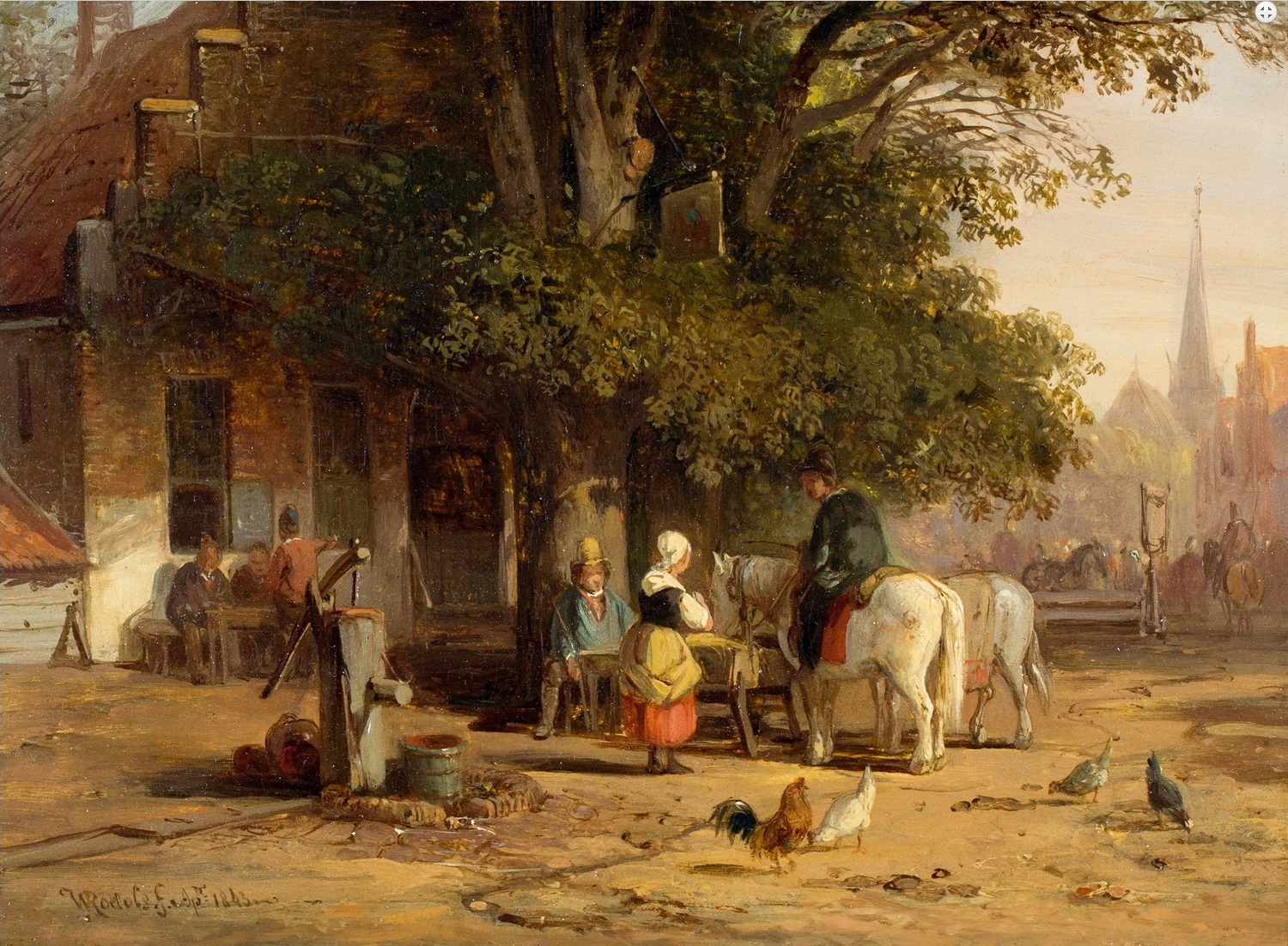
Dorpsherberg aan dorpsstraat (1843), olieverf
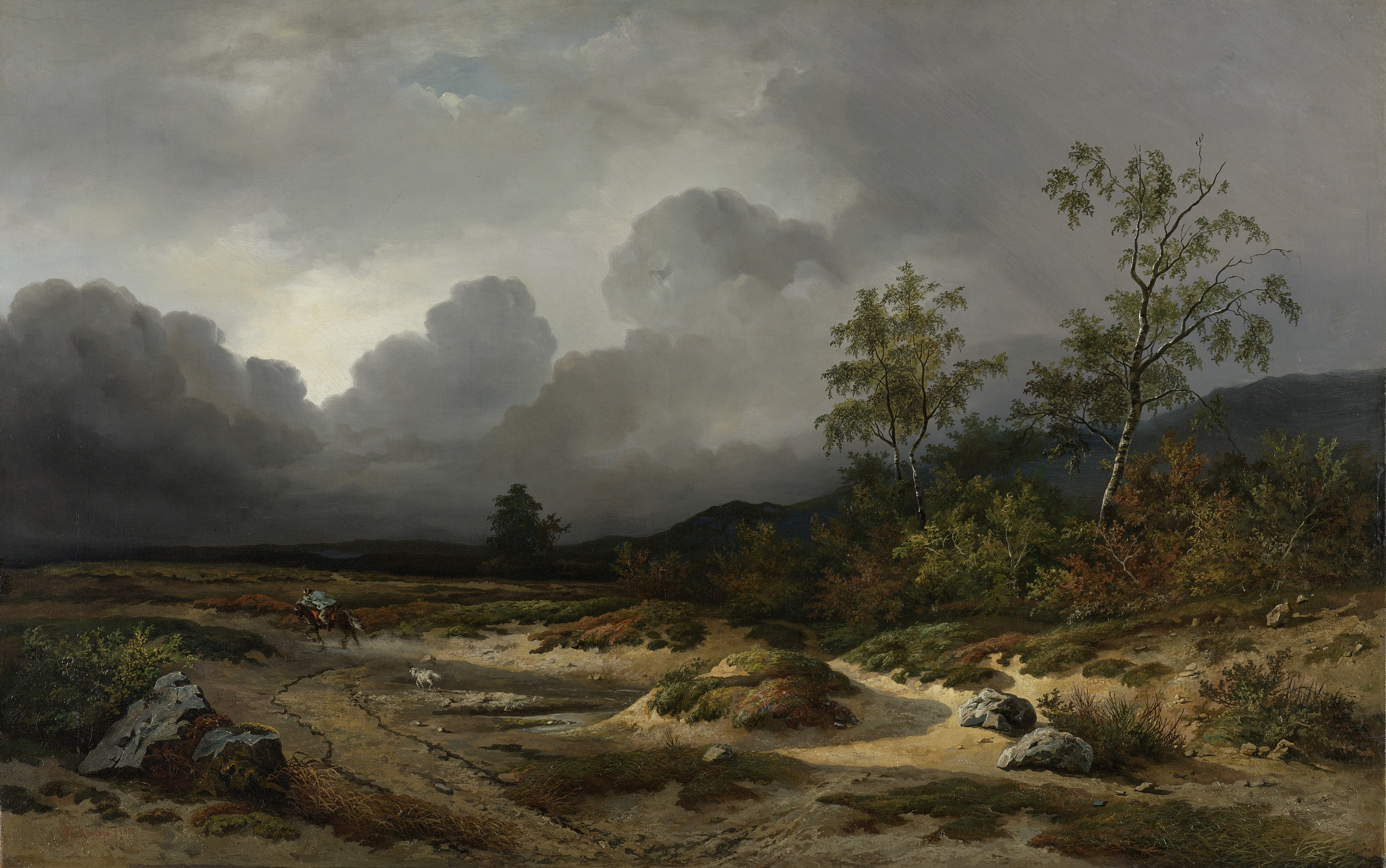
Landschap bij naderend onweer (1850), olieverf op doek, Rijksmuseum Amsterdam
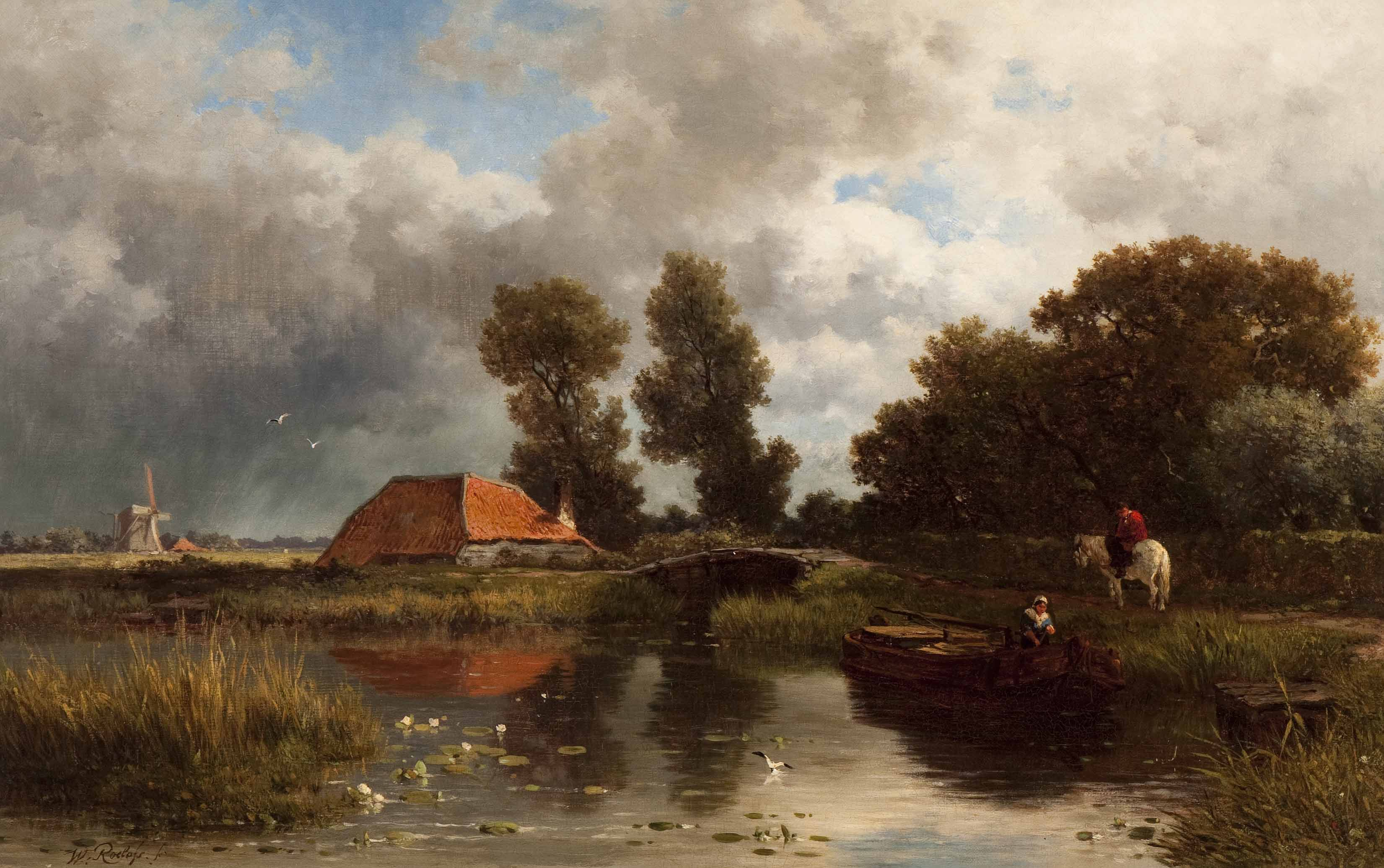
Het aanmeren van de boot bij de boerderij (ca. 1875)
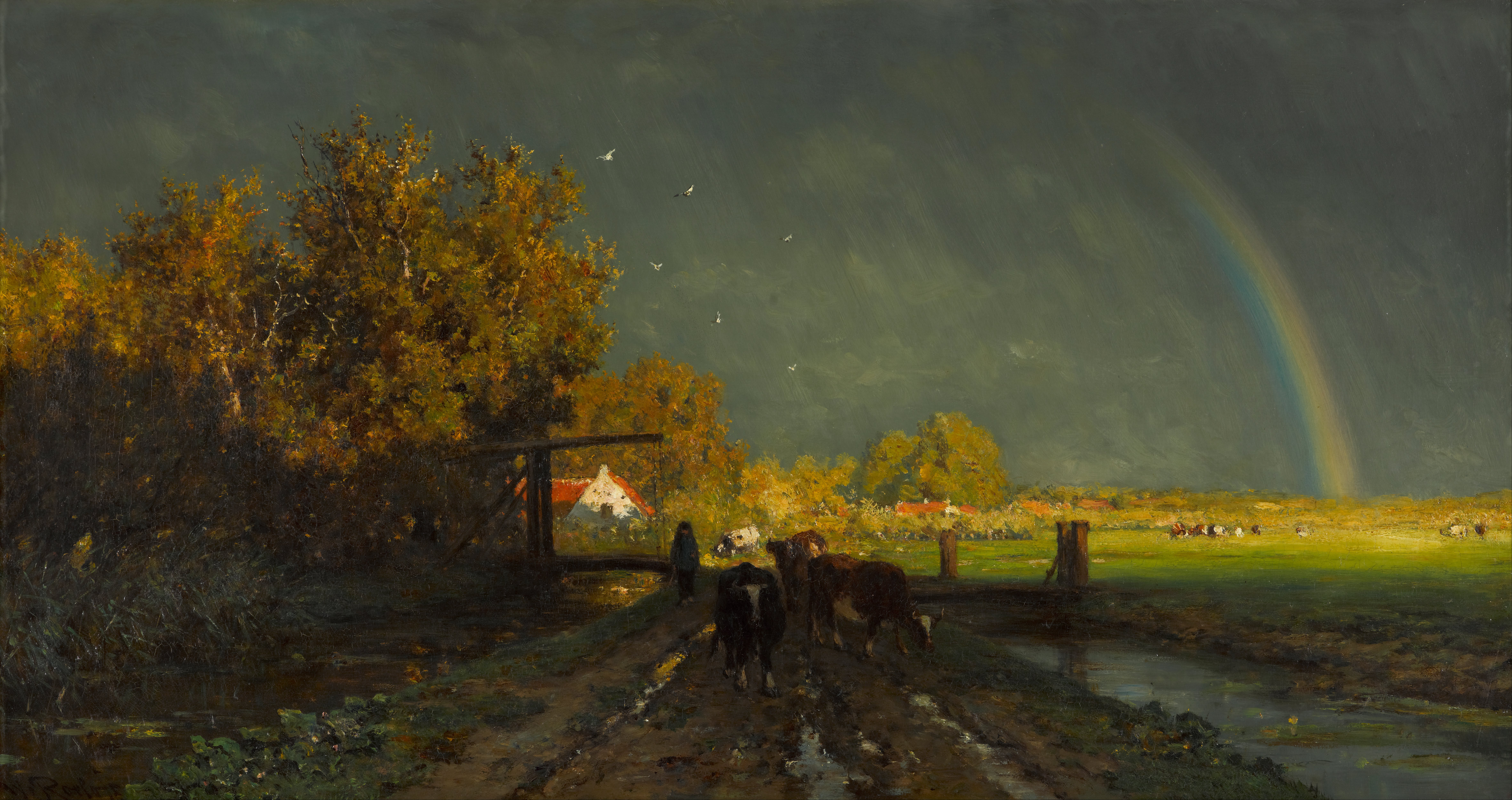
De Regenboog (1875), olieverf op doek, Kunstmuseum Den Haag
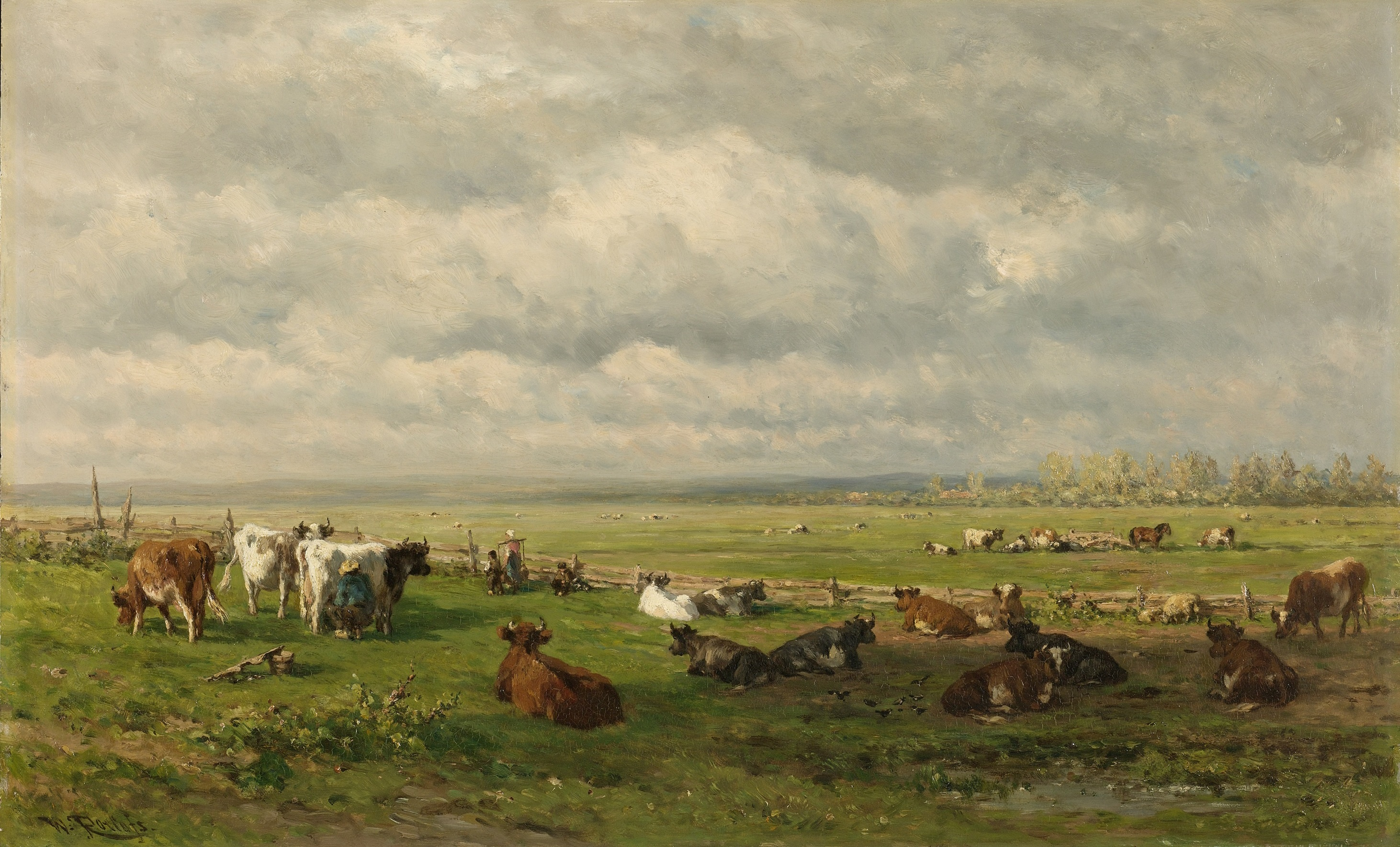
Weidelandschap met vee (c. 1880), olieverf op paneel, Rijksmuseum Amsterdam